# Velika puntarija
Velika puntarija je zgodovinska drama Bratka Krefta v petih dejanjih, ki obravnava Hrvaško-slovenski  kmečki upor. Prvič je bila izdana l. 1937 pri Slovenski matici. V tej izdaji zgodba obsega 110 strani in 25.500 znakov. 
Velika puntarija temelji na resničnih dogodkih in tudi osebe, ki nastopajo v drami (npr. Matija Gubec, škof Jurij Draškovič, grof Tahi), so zgodovinsko izpričane. Dogajanje se začne v Gubčevi hiši v Stubičkih Toplicah na koncu januarja 1573, konča na pustno nedeljo februarja 1573 v Zagrebu. 
Kreft je kot uvod v dramo napisal študijo o kmečkih uporih na Slovenskem, kjer je osnoval svojo osrednjo misel: »Slovenski narod je zrasel iz kmečkega ljudstva in naša nad vse heroična preteklost so kmečki punti. Dolgo pred francosko revolucijo so se slovenske kmečke množice podzavestno borile za  iste demokratične pravice kot francoski meščanski revolucionarji.« 
K drami je izbral tudi ilustracije, in sicer nemške lesoreze iz knjig Adolfa Bartelsa: Kmet (Der Bauer in der deutschen Vergangenheit, 1900) in Emila Rosenowa: Kulturne slike iz verskih vojn 16. in 17. stoletja (Wider die Pfaffenherrschaft: Kulturbilder aus Religionskämpfen des 16. und 17. Jahrhunderts, 1904–1905).

## Osebe
- Jurij Draškovič, škof in ban (okrog 60 let star simpatičen, odločen in dostojanstven),
- Franc Tahi, grof (okrog 70 let star sključen, a zvit starec),
- Mihajlo Sekelj, baron (okrog 40 let star, nekoliko kmečki),
- ostala gospoda: Gašpar Alapič (podban), Stjepko Gregorijanec (vitez), Uršula Hening (graščakinja, vdova), Erdödijevka (vdova po bivšem banu), kanonik Martinič (škofov tajnik),
- Ivan Babič, župnik,
- Matija Gubec, vodja puntarjev (okrog 50 let star močan kmet),
- Ilija Gregorič (okrog 45 let star vojskovodja koščene postave),
- Ivan Pasanec (okrog 40 let star močan kmet),
- Peter Šajnovič (okrog 40 let star kmet z obvezanim očesom),
- ostali puntarji: Ivan Mogajič, Mihajlo Gušetič, Marko Nožina (Uskok, vojaški begun), Ivan Matkalič (puntarski bobnar),
- Gubčeva, Gregoričeva, Pasančeva žena,
- Mara, Gubčeva hči,
- kmetje, kmetice, oskrbnik, ječar, banov komornik, Uskoki, vojaki, pustne šeme, rubelj.

## Zgodba

### Prvo dejanje
Na zborovanju pred Gubčevo hišo se zberejo kmetje, ki jim predseduje Matija Gubec. Puntarji, predvsem Gregorič, si takoj želijo udariti proti gospodi, a jih preudarni Gubec miri, naj še malo počakajo, če bodo fevdalci držali obljube, ki so jim jih dali, da bi se kmetje skupaj z njimi borili proti grofu Tahiju. Kmetje se pogovarjajo o krivicah, ki so se jim zgodile, o neplačevanju za delo, krajah … Še posebno hudo je bilo posilstvo Pasančeve žene, ki jo je zlorabil sedemdesetletni Tahi. Potem v hišo pride oskrbnik, ki Gregoriča pripelje v grajski stolp. Vname se prepir, v katerem Pasanec izve, da sin, ki se ga je tako razveselil, ni njegov, temveč Tahijev. Iz jeze ubije oskrbnika, kmetje ujamejo tudi dva hlapca, dva pa uspeta zbežati. Ko pride župnik Babič, kmetje izvejo, da so bili proglašeni za veleizdajalce, zato se odločijo za boj in se začnejo pripravljati na punt. Zadoni pesem Le vkup, le vkup uboga gmajna.

### Drugo dejanje
Dogajanje se preseli v dvorano pri škofu Draškoviču, ki vodi sestanek gospode. Zbrani so v skrbeh, da bodo kmetje začeli nov punt, zato delajo načrte, kako jih premagati. Baron Sekelj predlaga, da bi jim dali, kar so jim obljubili za boj proti luteranu Tahiju, a ga vsi ostro zavrnejo. V dvorani se jim z dvema plemičema pridruži Tahi, s katerim se dogovorijo za sodelovanje in sklenejo, da bodo dali sklicati vso bansko vojsko. Nato pride župnik Babič, ki prosi, da bi kmetom dali obljubljeno in tako preprečili nespametno prelivanje krvi. Gospoda ga le zasmehuje in vrže v ječo. Podban Alapič jih razveseli z dobro novico o bojevitih Uskokih, ki jih je uspel prepričati, da se bodo borili na njihovi strani. Izvejo tudi za zmago nad puntarji pri Krškem, kar jim da moči za boj. Škof jim pred bojem podeli blagoslov.

### Tretje dejanje
V taboru kmečke vojske pri Stubičkih Toplicah so kmetje precej nejevoljni. Vlada nesloga, nekateri želijo v boj, drugi se pritožujejo nad Gubcem, ki je dal zaradi ropanja obesiti kmeta. Veliko je pijančevanja, prešuštev …  Šajnovič, ki sicer skrbi za blagajno, govori proti Gubcu in ljudi prepričuje, da hoče postati kralj. V tabor pride Nožina, ki sporoči nespodbudne novice iz drugih taborov in preda Gregoričevo naročilo, da je treba Zagreb napasti čim prej, dokler se banova vojska še ne bo združila. Nekateri kmetje se obračajo proti Gubcu, Gubčeva hči Mara ljubimka z Mogajičem, Pasanec zadavi Tahijevega sina, ki ga je rodila njegova žena, slabe novice pa prinese tudi župnik Babič, ki je ušel iz ječe in pove, da Alapič že prihaja s svojimi četami, okrepljenimi z uskoškimi vojaki. Boj se bo kmalu začel. Gubec stopi pred kmete in jih nagovori, da ne gre več le za zemljo in stare svoboščine. Gre za vse, za prihodnost njihovih otrok, za sveto stvar, za pravico in svobodo. Vname se hud boj. Sekelj, ki je Babiča rešil iz ječe, puntarjem pove, da je Šajnovič izdajalec in jim pomaga, a vseeno je banova vojska z Uskoki premočna. Puntarji so premagani, pobiti, le glavne upornike žive peljejo v ječo. Mara joka nad svojim dragim in prosi Kristusa usmiljenja.

### Četrto dejanje
V dvorani pri Draškoviču se gospoda zabava s parodiranjem prizorov izpraševanja in mučenja puntarjev. Zabavo konča Draškovič, ki jim prebere cesarjevo pismo. V njem je cesar ostro proti kmetom in luteranom, s čimer je konec sodelovanja med luteranskimi in katoliškimi plemiči. Tahi odide iz dvorane z besedami, da bo Gregorič, edini puntarski vodja, ki je še na prostosti, njegov maščevalec. Draškovič navdušen dela načrte, kako bo z izkupičkom iz zaplenjenih lutrovskih posestev tiskal knjige in širil pravo, katoliško vero. V dvorano pride novica, da je Tahija zadela kap in da je Nožina s tremi Uskoki pobegnil iz ječe. Ugotovijo, da sta jim pomagala pobegniti Sekelj in komornik. Seklju se s konjem uspe rešiti, komornika pa vržejo v ječo.

### Peto dejanje
V ječi so proti jutru pustne nedelje 1573 vklenjeni Gubec, Pasanec, župnik Babič, Matkalič in dva mrtva kmeta. Trpijo strašne muke, nekaterim se blede, nimajo več upanja, da jih bo kdo rešil. Ugotavljajo, zakaj je punt propadel, Babič moli k Bogu. V ječo pripeljejo tudi Gregoriča in Gušetiča, ki so ju uspeli ujeti. Kanonik pride spovedat Pasanca in Gubca, odvezo pa jima da Babič. V zadnjih urah življenja se jima pridružijo tudi ženi in Mara, ki daje očetu moč, da hrabro sprejme trpljenje kljub ponižujočemu kronanju. Gospoda se norčuje, Gubcu dajo žezlo, ogrnejo ga z raztrganim plaščem. S posmehom vzklikajo: »Živjo, kralj Gubec! Slava pustnemu kralju!« Gubec in Pasanec umreta, a vse to puntarjem v ječi ne vzame zadnjih moči. Znova se začne razlegati puntarska pesem.

## Literarna zgodovina, kritike
Slovenska literarna zgodovina Veliko puntarijo uvršča v smer socialnega realizma. Kot je značilno za to obdobje, se avtor bolj kot posameznim junakom posveča prikazu družbenih slojev in konfliktov med njimi. Namen dela presega zgolj realističen prikaz dela slovenske zgodovine 16. stoletja, saj je avtor prek zgodovinske teme želel opozoriti tudi na probleme takratnega časa. 
Ena izmed najboljših Kreftovih dram je prejela precej pozitivnih kritik, ki so se nanašale predvsem na dobro poznavanje zgodovine in prenosa le-te v dramsko delo ter na oder, npr.: 
»Pisatelj Celjskih grofov in Malomeščanov je tu prekosil samega sebe. Brez dvoma je to do zdaj njegovo najboljše delo in mislim, da bo to repertoarna igra, ki bo ostala več sezon na našem odru. Delo je jako dobro, scensko efektno in kot dramska kronika izredno živo in plastično.« (Josip Vidmar, Pravda, Beograd,  9. 9.  1937) 
»Zares skopo dokumentarno gradivo iz arhiva o uporu in upornikih je Kreft scensko oblikoval v močno dramo, v kateri se nevsiljivo prepleta z dejstvi pravilno tolmačenje vzrokov nastanka in propada Gubčevega punta … Po zgodovinski resničnosti, marksističnem tolmačenju dogodkov in razrednih razmer iz hrvaške zgodovine 16. stoletja je »Velika puntarija« dragoceno domače delo, vredno gledaliških naporov in vredno, da ga gleda vsak naš človek ne oziraje se na izobrazbo.« (Glas Slavonije, Osijek, 1. 4. 1952) 
»Tudi to pot je Kreft prvi, ki je sedel k delu ne le ves pripravljen, s temeljitim poznavanjem zgodovinskih dejstev, temveč tudi s sposobnostjo, da ta dejstva prav preceni; odvrgel je vso sentimentalnost in zlagano patetiko ter razgrnil sicer junaško, vendar s kritičnim peresom narisano in zato trezno podobo tistih dni.« (Dušan Moravec, spremna beseda k Veliki puntariji v izdaji iz l. 1959)
»Katedralski način njegove velikopotezne dramaturške zasnove je naravnost rojen za take historične drame. Veliki slovenski punt z Gubcem, Gregoričem in Pasancem na eni in Tahijem, Draškovičem in Alapičem na drugi strani je s to klasično polarno dramaturgijo postal temeljni kamen slovenske zgodovinske dramatike. Izraža pa se še v množičnosti nastopajočih oseb, s preciznostjo njihove veljavne prisotnosti in s klenim epskim jezikom, ki ga v teh in takih odrskih delih seveda najbolj obvlada Bratko Kreft.« (Primorski dnevnik, Trst, 29. 5. 1959)
Nekatere kritike so bile manj pozitivne. Jože Debevec, urednik katoliškega Doma in sveta, je Kreftu očital, da se zgodba v prvem dejanju vleče in da je bralec oz. gledalec marsikje prikrajšan za kakšen prizor, ki bi mu dodatno osvetlil dogajanje. V nasprotju z drugimi kritiki pravi, da je Kreft marsikje grešil proti zgodovinski resnici – »anahronizem je, če zahtevajo puntarji enakost vseh ljudi,« saj naj bi bila po tedanjem krščanskem prepričanju hierarhija stanov povsem običajna. Škof Draškovič je po mnenju Debevca slikan preveč negativno, saj naj bi se po zgodovinski pričevanjih zavzemal za pravice kmetov, zgodovinsko neutemeljeni pa naj bi bili tudi dialogi, ki nakazujejo nevero v krščanskega Boga, kar se odraža v veri v svobodo. »Tako se v 16. stol. slovenski in hrvatski kmetje niso opredeljevali proti svojim duhovnikom.« (Dom in svet 50/5 (1937/38)) 
Vladimir Pavšič  je izpostavil, da »nekoliko moti, da je njegova [Gubčeva] osebnost preveč enostranska, premočrtna, da ne doživi skoro nobenega notranjega etičnega konflikta, da se skoro nikjer ne borijo v njem njegove osebne želje, hrepenenja z njegovim velikim moralnim imperativom.« Tudi značaji večine drugih oseb so po mnenju Pavšiča premalo izdelani in izpostavljeni, kar je verjetno posledica tega, da jih avtor gleda iz »neke hladne, intelektualne distance«. Na drugi strani Pavšič pohvali, kljub temu da se »včasih čuti, da usmerja dejanje tudi tendenca ideje«, Kreftovo zgradbo in zasnovo dogajanja. Pomanjkljivosti drame, ki jih je navedel, je opravičil s tem, da  so Kreftove drame predvsem »teksti za oder in imajo večjo teatrsko kot knjižno vrednost /…/, zato je o Kreftovi drami pred vprizoritvijo težje povedati dokončno sodbo kot o kakšnem drugem manj odrskem tekstu.« (Ljubljanski zvon 58/3 (1938))

## Uprizoritve,Velika puntarijav tujini
Krstna uprizoritev Velike puntarije je bila načrtovana za otvoritev sezone 1938/39 v Slovenskem narodnem gledališču, a se je uprava odločila, da bo igro raje umaknila iz repertoarja, saj je kraljevska banska uprava (pravilno) razumela, da gre v drami tudi za kritiko tedanje oblasti in bi lahko med gledalci dvignila preveč prahu.  Prvič je bila Velika puntarija uprizorjena 26. novembra  1938 v Št. Pavlu na Štajerskem, kjer so amaterski  kmečki igralci poželi velik aplavz. Uradni krst je Kreftova kronika iz leta 1573 doživela šele l. 1946, ko so z njo v Drami začeli drugo sezono po osvoboditvi. Med drugim so jo uprizorili tudi v Mariboru, Trstu in Zagrebu, do dvakrat načrtovanih uprizoritev v Pragi pa zaradi političnih razmer ni prišlo. 
Velika puntarija je bila pod naslovom Velika buna: Dramska hronika iz 1573 godine u pet činova l. 1955 prevedena v srbščino. Čez dve leti je v Beogradu zaradi velikega zanimanja doživela ponatis, izdana pa je bila tudi v hrvaškem prevodu, in sicer leta 1974.